# Sommer-OL 1940
Sommer-OL 1940, officielt Den tolvte olympiades lege, skulle være afholdt i 1940. Oprindelig var det meningen at Tokyo skulle have været vært, men efter udbruddet af den 2. kinesisk-japanske krig blev det ændret til Helsinki. Imidlertid måtte legene helt aflyses på grund af 2. verdenskrig.
Helsinki blev senere vært for Sommer-OL 1952 mens Tokyo blev det for Sommer-OL 1964.